# Deutsche Cadre-71/2-Meisterschaft 1948

Veranstaltungsort: Hamburg

Die Deutsche Cadre-71/2-Meisterschaft 1948 ist eine Billard-Turnierserie und fand vom 11. bis 14. März 1948 in Hamburg zum sechsten Mal statt.

## Geschichte
Der Billardclub Hamburg richtete bereits die dritte Deutsche Meisterschaft nach dem Krieg aus. Wie gewohnt lief alles wieder reibungslos. August Tiedtke war der erste Akteur der im Cadre 71/2 seinen Titel verteidigen konnte. Er wurde ungeschlagen Meister vor dem Überraschungszweiten Karl Grond aus Wattenscheid. Seine erste Medaille im Cadre 71/2 gewann der 27-jährige Immigrather Siegfried Spielmann. Er war der kommende Spieler, der in den nächsten Jahren das deutsche Billard mitprägen sollte.

## Modus
Es wurde im Round-Robin-Modus bis 300 Punkte gespielt.
Die Endplatzierung ergab sich aus folgenden Kriterien:
1. Matchpunkte
2. Generaldurchschnitt (GD)
3. Bester Einzeldurchschnitt (BED)
4. Höchstserie (HS)

## Teilnehmer (Alphabetisch)
1. August Tiedtke (Düsseldorf) (Titelverteidiger)
2. Josef Bolz (Köln)
3. Karl Grond (Wattenscheid)
4. Alfred Jauch (Hamburg)
5. Peter Schuh (Düsseldorf)
6. Werner Sorge (Hamburg)
7. Siegfried Spielmann (Immigrath)
8. Gerd Thielens (Gelsenkirchen)

### Abschlusstabelle
| Klassement                | Klassement          | Klassement | Klassement | Klassement | Klassement | Klassement | Klassement | Klassement |
| Platz                     | Name                | MP         | Pkte.      | Aufn.      | GD         | BED        | HS         |            |
| ------------------------- | ------------------- | ---------- | ---------- | ---------- | ---------- | ---------- | ---------- | ---------- |
| 1                         | August Tiedtke      | 14:0       | 2100       | 194        | 10,82      | 15,00      | 67         |            |
| 2                         | Karl Grond          | 10:4       | 1896       | 273        | 6,94       | 10,34      | 63         |            |
| 3                         | Siegfried Spielmann | 8:6        | 2024       | 226        | 8,95       | 15,00      | 52         |            |
| 4                         | Josef Bolz          | 6:8        | 1938       | 267        | 7,25       | 10,34      | 61         |            |
| 5                         | Gerd Thielens       | 6:8        | 1775       | 247        | 7,18       | 11,53      | 62         |            |
| 6                         | Werner Sorge        | 5:9        | 1828       | 249        | 7,34       | 8,82       | 56         |            |
| 7                         | Peter Schuh         | 4:10       | 1629       | 275        | 5,92       | 6,52       | 46         |            |
| 8                         | Alfred Jauch        | 3:11       | 1540       | 279        | 5,51       | 6,66       | 57         |            |
| Turnierdurchschnitt: 7,32 |                     |            |            |            |            |            |            |            |